# Jeanne Mélin

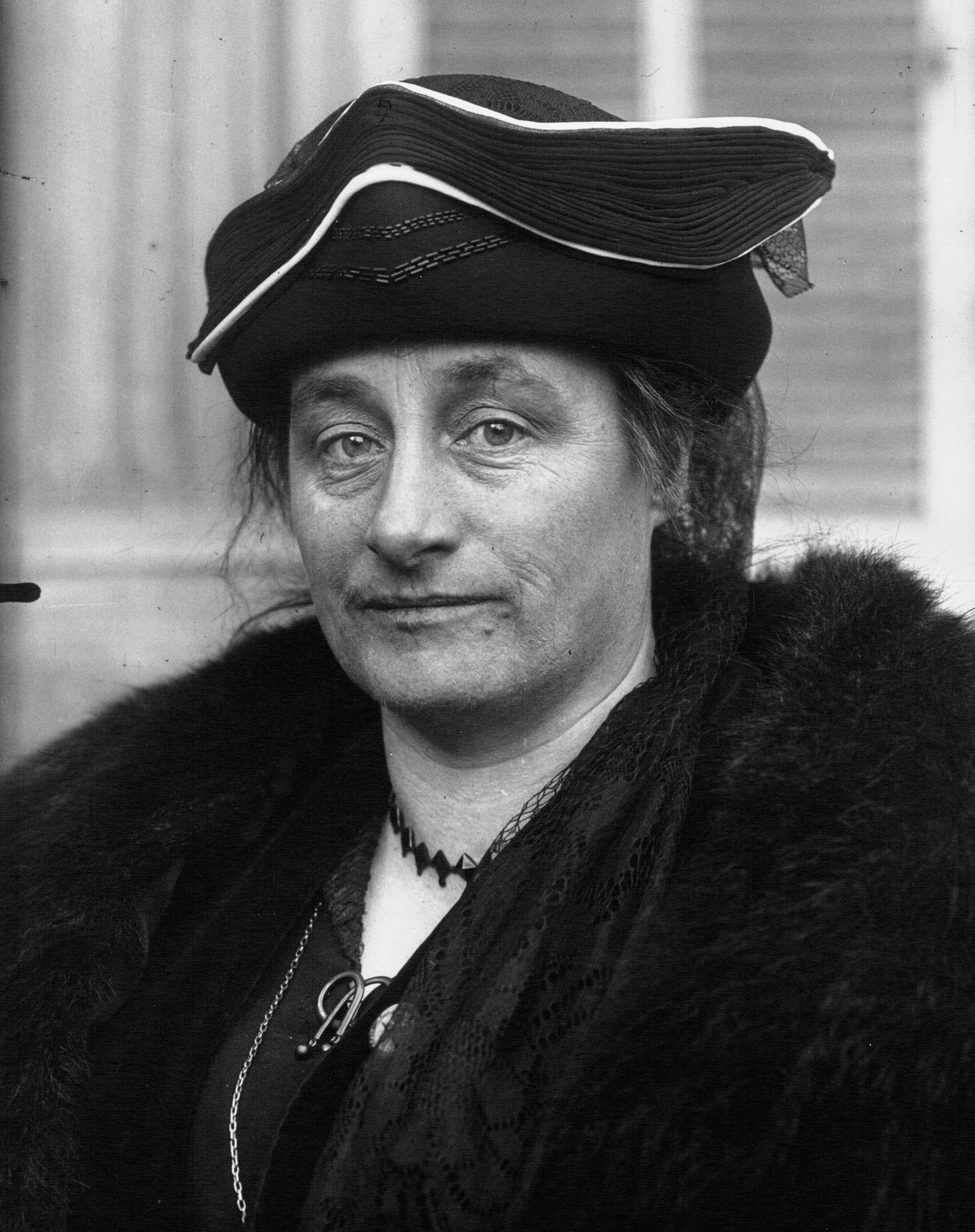
Jeanne Melin 1921

Jeanne Mélin (* 17. September 1877 in Carignan (Ardennes); † 18. April 1964 in Sedan) war eine französische Feministin, Pazifistin, Schriftstellerin und Politikerin. Zeitweilig veröffentlichte sie ihre Schriften unter dem Namen Thalès Jehanne.
Sie setzte sich für den Frieden, die deutsch-französische Freundschaft und das Frauenwahlrecht ein. Im Rahmen ihres Kampfes für die politischen Rechte der Frauen in Frankreich kandidierte sie 1947 bei den Präsidentschaftswahlen.

## Leben

### Jugend
Jeanne Philomène Mélin wurde im September 1877 in Carignan in den Ardennen in relativ wohlhabenden Verhältnissen geboren. Sie war das zweite Kind der Familie, nach Charles Pierre, einem ein Jahr zuvor geborenen Bruder. Ihr Vater Désiré Mélin war antiklerikal, republikanisch und Dreyfusianer und leitete die Ziegelei der Familie. Das Unternehmen war von Jeanne Mélins Großeltern gegründet worden und ihr Vater hatte die Herstellungsverfahren durch die Installation eines kontinuierlichen Brennofens (System Hoffman) industrialisiert. Der Vater hatte auch einen sozialen Ansatz für das Unternehmen, der teilweise von den Ideen Jean-Baptiste André Godins inspiriert war.  Die Kindheit von Jeanne Mélin war auch durch die Erinnerung der Erwachsenen an den Krieg von 1870 geprägt. Das Elternhaus ihrer Großmutter in Rubécourt war während der Schlachten von Sedan und Bazeilles zu einem provisorischen Lazarett umfunktioniert worden. Obwohl ihr Vater antiklerikal eingestellt war, fügte er sich den gesellschaftlichen Gepflogenheiten und Normen und ließ seine Tochter in einem katholischen Internat in Carignan zur Schule gehen; im Gegensatz zu ihrem älteren Bruder, der das Gymnasium in Charleville besuchte.

### Friedensbewegung
1898 entdeckte sie in der Ardenner Zeitung Le Petit Ardennais einen Aufruf der Organisation La Paix et le Désarmement par les Femmes (Frieden und Abrüstung durch Frauen). Sie gründete vor Ort eine Zweigstelle dieser Organisation. Diese Organisation entwickelt einen gemäßigten Diskurs, der sich auf die friedensstiftenden und erzieherischen Eigenschaften der Mutterschaft stützte und das Männliche, Symbol der Gewalt, dem Weiblichen, Symbol des Lebens, gegenüberstellte. Sie wurde in dieser Zeit auch vom Positivismus beeinflusst.
1901 kam sie in Kontakt mit der Vereinigung La Paix par le Droit (Frieden durch Recht), die auf nationaler Ebene von Théodore Ruyssen geleitet wurde. Sie trat ihr bei und gründete die Ardenner Sektion dieser pazifistischen Gesellschaft, eine lokale Gruppe, die von Henri Doizy geleitet wurde und deren Vizepräsidentin sie war. In diesem Rahmen setzte sie sich für Schiedsgerichte und ein für alle Nationen geltendes Recht ein. Sie nahm an nationalen (Kongress La Paix par le Droit in La Rochelle 1908, 6. Nationalkongress der französischen Friedensgesellschaften in Reims 1909) und internationalen (18. Weltfriedenskongress in London 1908, 19. Weltfriedenskongress in Stockholm 1910) Friedenskongressen teil. Mélin organisierte auch Friedenskonferenzen in den Ardennen (Carignan, Sedan, Rethel, Vrigne-aux-Bois, Donchery usw.) und über die Grenzen des Departements hinaus, was angesichts des in der Öffentlichkeit vorherrschenden Klimas der Rache an Deutschland eine schwierige Aufgabe war – besonders für eine Frau, die vor einem überwiegend männlichen Publikum sprach. Sie holte auch Jean Jaurès, der am 29. November 1913 in Sedan und am 30. November in Charleville sprach.
In diesen Jahren engagierte sie sich auf vielfältige Weise, trat der SFIO bei, der Liga für Menschenrechte, dem Esperanto-Komitee von Sedan, aber auch der Union française pour le suffrage des femmes (UFSF), die von Cécile Brunschvicg geleitet wurde. Ihr Feminismus leitete sich aus ihrem Pazifismus ab: Für Mélin waren Frauen von Natur aus Pazifistinnen und die Anerkennung ihres Wahlrechts kann zu einer menschlicheren Politik führen. Damit unterschied sie sich von den Feministinnen, für die das Wahlrecht das Ergebnis politischer Anerkennung war. In diesen Jahren blieb sie auch Prokuristin im Familienunternehmen, der Ziegelei Carignan.

### Weltkriege
Während des Ersten Weltkriegs traten die Differenzen mit der UFSF deutlich zutage. Jeanne Mélin lehnte die Union sacrée ab, der sich die UFSF und die Mehrheit der Frauenbewegung anschlossen. Am 24. August 1914 floh sie mit ihren Eltern vor den anrückenden Deutschen in die Ardennen. Sie ließ sich zunächst in Dun-sur-Auron nieder, wo sie 1913 einen Vortrag gehalten und die Sympathie der Ehefrau von Hippolyte Mauger, sozialistischer Abgeordneter des Departements, gewonnen hatte. Von September 1914 bis August 1915 arbeitete sie ehrenamtlich im dortigen Militärkrankenhaus.
Am Internationalen Frauenkongress 1915 in Den Haag konnte Mélin wegen eines fehlenden Visums nicht teilnehmen. Allerdings verbreitete sie die Inhalte und Vorschläge des Kongresses brieflich; sie korrespondierte in diesem Zusammenhang unter anderem mit Aletta Jacobs, Cécile Brunschvicg, Charles Richet, Théodore Ruyssen, Nicholas Butler und Jane Addams. Im Mai 1916 gründete sie in Paris eine Flüchtlingsküche (Cuisine coopérative des réfugiés), die täglich rund 100 Familien mit Mahlzeiten versorgte. Im Frühjahr 1916 organisierte sie zwei Demonstrationen in Paris, um ein Wohngeld für Flüchtlinge und eine Änderung des Wohnungsgesetzes zu fordern. Sie nahm regelmäßig an den Arbeiten der Société d’études documentaires et critiques sur la guerre (Gesellschaft für dokumentarische und kritische Studien über den Krieg) teil. Im Dezember 1917 gründete sie das Comité d’Action Suffragiste (Suffragistisches Aktionskomitee, CAS), das sich für das Wahlrecht der Französinnen bei allen Wahlen einsetzte. Vom 25. bis 31. März 1918 erschien sie zusammen mit Jean Longuet, Marguerite Durand und der Journalistin Séverine als Leumundszeugin vor dem Kriegsrat, der über Hélène Brion, die amtierende Generalsekretärin der CGT, urteilte, die wegen defätistischer Propaganda angeklagt worden war.
Nach dem Krieg trat Mélin der in Den Haag gegründeten Internationalen Frauenliga für den ständigen Frieden (später Internationale Frauenliga für Frieden und Freiheit) bei. Gegen den Widerstand der französischen Behörden reiste sie im Mai 1919 zum ersten internationalen Kongress dieser Liga nach Zürich, wo sie mit Beifall und einem langen Händedruck mit der deutschen Delegierten Lida Gustava Heymann begrüßt wurde. In ihrer Rede wandte sie sich gegen die Pariser Friedenskonferenz, auf der die Siegermächte des Ersten Weltkrieges die Bestimmungen des Versailler Vertrages vorbereitet hatten. Sie widersprach der These von der deutschen Schuld und plädierte für eine deutsch-französische Annäherung.
Nach der Spaltung der SFIO auf dem Kongress von Tours 1920 wurde sie Mitglied der Section française de l’Internationale communiste (SFIC), aus der später die Parti communiste français  (PCF) hervorging. Die Fédération des Ardennes erkannte jedoch ihre Mitgliedschaft in der Internationalen Frauenliga für Frieden und Freiheit nicht an und 1923 zog sie ihre Mitgliedschaft in der PCF zurück. Sie unternahm eine Vortragsreise durch die skandinavischen Länder, um gegen die französische Besetzung des Ruhrgebiets zu protestieren. 1926 zog sie sich teilweise zurück und widmete sich ihrer literarischen Tätigkeit, schrieb Romane und Selbstreflexionen. Sie unterstützte ihre schwer kranke Mutter, die 1927 starb. Nachdem sie sich sehr für die Internationale Frauenliga für Frieden und Freiheit eingesetzt hatte, trat sie im selben Jahr aus dem Beirat zurück und drohte sogar mit ihrem Austritt aus der Vereinigung, da sie Gabrielle Duchêne für den Kurswechsel der französischen Sektion verantwortlich machte, der durch eine kürzliche Reise in die UdSSR beeinflusst worden war. Die internationalen Spannungen veranlassten sie, wieder aktiv zu werden. Sie gründete 1930 den Cercle Pax Occident-Orient (West-östlicher Friedenskreis, CPOO), der die französischen Friedensgesellschaften zu vereinen suchte, um ihnen im Hinblick auf die bevorstehende Genfer Abrüstungskonferenz mehr Gewicht zu verleihen. Diese Abrüstungskonferenz, die 1932 begann, war ein Misserfolg. Sie selbst hatte mit gesundheitlichen Problemen zu kämpfen und durchlebte auch privat schwierige Zeiten. Nach einer kurzen Ehe ließ sie sich 1934 scheiden und ihr älterer Bruder beging im selben Jahr Selbstmord. Sie gab ihre öffentlichen Aktivitäten auf und widmete sich der Bibliothek von Marie-Louise Bouglé.
1939 folgte mit dem Ausbruch des Zweiten Weltkriegs die nächste Enttäuschung. Als Flüchtling in Enghien-les-Bains erlebte sie die Bombardierungen und den Einmarsch der Deutschen. Geblendet von ihrer zutiefst pazifistischen Gesinnung begrüßte sie die Gespräche von Montoire und befürwortete in ihren persönlichen Schriften die Kollaboration, äußerte sich aber nicht öffentlich dazu. Aus diesem Grund wurde sie bei den Säuberungsaktionen nach der Befreiung nicht angeklagt.

### Späte Jahre
Das Wahlrecht, das die provisorische Regierung der Französischen Republik den Frauen 1944 endlich zugestand, war eine ihrer größten Genugtuungen. Sie nahm ihre feministische Arbeit wieder auf und kandidierte 1946 als erste Frau für das Amt des französischen Staatspräsidenten bei den Wahlen 1947, auch wenn sie keine Chance hatte. 1948 zog sie sich nach Reims zurück.
Aus einer pazifistischen Haltung heraus sprach sie sich 1959 für Geburtenkontrolle aus und schloss sich damit den Aktionen einer neuen Generation von Feministinnen an, die 1956 die Bewegung Maternité heureuse (Glückliche Mutterschaft) gründeten, aus der einige Jahre später das Mouvement français pour le planning familial (Französische Bewegung für Familienplanung) hervorging. Innerhalb der Frauenbewegung wurde sie jedoch völlig an den Rand gedrängt und schloss sich den wenigen neuen militanten Gruppen nicht an. Während des Kalten Krieges war sie Mitglied der Friedensbewegung und des Stockholmer Appells und setzte sich für die Entkolonialisierung ein, ohne jedoch öffentlich aktiv zu werden. 1955 kehrte sie im Alter von 78 Jahren in ihre Heimatstadt Carignan in den Ardennen zurück. Der deutsch-französische Verständigungsvertrag von 1963 war für sie eine weitere Genugtuung und die Verwirklichung einer Idee, für die sie in der Zwischenkriegszeit gekämpft hatte. Sie entfernte sich von ihrem Antiklerikalismus der Jugendzeit und unterstützte am Ende ihres Lebens das Zweite Vatikanische Konzil. Sie starb am 18. April 1964 im Krankenhaus von Sedan.

## Werke
- La Briqueterie Melin de Carignan. Études Ardennaises, 1964, S. 8 ff.
- Jean, ou À travers la misère, roman ardennois écrit en vers libres. A. Fonsègue et G. Métivier, 1927.
- Lettres à Thalès. 2007.
- Marceline en vacances ou à travers l’amour. A. Fonsègue et G. Métivier, 1929.